# Olga Igorewna Schitowa
Olga Igorewna Schitowa, geb. Paltschikowa (russisch Ольга Игоревна Житова, geb. Пальчикова, englische Transkription: Olga Igorevna Zhitova; * 25. Juli 1983 in Irkutsk) ist eine russische Volleyballspielerin. Sie wurde 2006 mit dem russischen Team Weltmeisterin.

## Karriere
Olga Schitowa gewann 2006 mit der russischen Nationalmannschaft den Weltmeistertitel im Finale gegen Brasilien und den Vizemeistertitel beim World Grand Prix im Finale erneut gegen Brasilien. Im gleichen Jahr erhielt sie die Auszeichnung „Verdienter Meister des Sports Russlands“.

## Privates
2003 heiratete sie Sergej Schitow und trägt seitdem den Namen Schitowa.